# Pont d’Arcole
Der Pont d’Arcole ist eine Pariser Brücke über den großen Arm der Seine. Sie liegt im 4. Arrondissement und verbindet den Quai des Gesvres und den Quai de l'Hôtel de Ville am rechten Seine-Ufer (Rive droite) mit dem Quai de la Corse und dem Quai aux Fleurs auf der Île de la Cité. Über die Bogenbrücke führt eine zweispurige Straße.

## Konstruktion

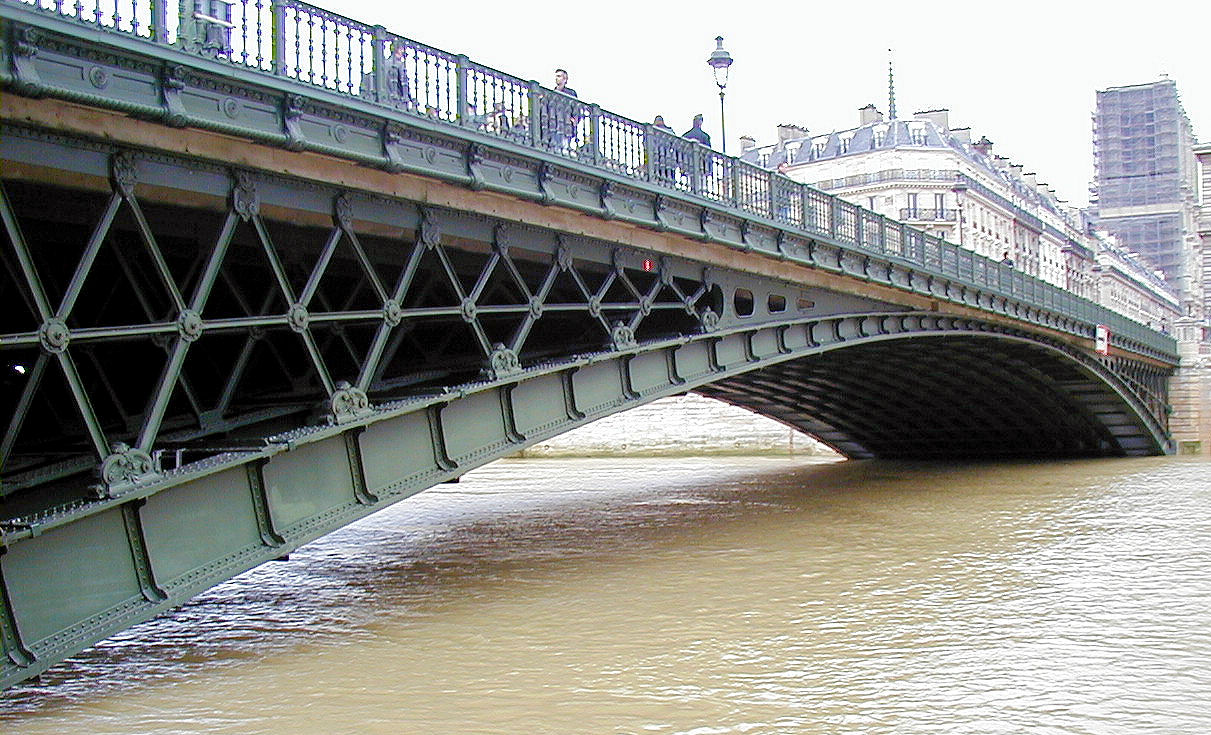

Der Pont d’Arcole ist eine Bogenbrücke aus Schmiedeeisen mit einer Spannweite von 80 m. Zwölf schmiedeeiserne Träger bilden den Brückenbogen. Das 20 m breite Brückendeck ist unterteilt in insgesamt 12 m breite Fahrbahnen und jeweils 4 m breite Gehwege. Sie besteht aus 1120 Tonnen Schmiedeeisen.

## Geschichte
Seit 1828 gab es an der Stelle der heutigen Brücke eine Hängebrücke für Fußgänger unter dem Namen Pont de l’Hôtel-de-Ville mit einem als Triumphbogen ausgebildeten Pylon. Zur Erinnerung an ein Ereignis der Julirevolution von 1830 erhielt sie den Namen Pont d’Arcole: Am 28. Juli strömte das Volk über die Brücke und belagerte das Rathaus. Die Schweizergarde eröffnete das Feuer auf die Brücke. Ein junger Mann wollte die Menge anfeuern und rief: «En avant! Si je meurs, je m'appele d’Arcole!» (deutsch: „Auf, nach vorn! Wenn ich sterbe, heiße ich d’Arcole!“) Er wurde darauf tödlich getroffen. Es ist unbekannt, wer er war und wie er tatsächlich hieß.
Bald machte der zunehmende Verkehr den Bau einer größeren Brücke erforderlich. Zwischen 1854 und 1856 wurde sie deshalb nach Plänen der Architekten Alphonse Oudry und Nicolas Cadiat gebaut. Die Baukosten betrugen 1,15 Mio. Francs. Der Pont d’Arcole war die erste Pariser Brücke ohne Stützpfeiler. Außerdem ist sie gänzlich aus Schmiedeeisen statt Gusseisen gefertigt und war damit eine der ersten schmiedeeisernen Bogenbrücken überhaupt.
1889 wurden kleinere Änderungen ausgeführt. Am 22. Januar 1871 kam es auf der Brücke zu heftigen Zusammenstößen zwischen Demonstranten für die Kommune und der Nationalgarde mit entsprechenden Schäden auch an der Brücke.
1994 und 1995 wurde die Brücke umfassend renoviert.